# Teumessos
Teumessos (en grec antic Τευμησσός) era una antiga ciutat de Beòcia situada a la plana de Tebes sobre un turó rocós que tenia el mateix nom. Aquest nom sembla que també es va donar a la serralada que separava la Plana de Tebes de la vall de l'Asop.
Teumessos estava a la via que anava de Tebes a Calcis, segons Pausànias, a uns 100 estadis de Tebes. Ja se la menciona als Himnes homèrics amb l'epítet λεχεποίη ("lechepoie", herbosa, d'herba abundant), que indica la fertilitat de la plana que l'envoltava.
Teumessos forma part de les llegendes èpiques, sobretot per la història de la Guineu teumèsia, que devastava les planes de vora Tebes. L'únic edifici de la ciutat que menciona Pausànias és un temple d'Atena Telquínia, sense cap estàtua.